# Go!Zilla (software)
Go!Zilla è stato un gestore di download proprietario per sistemi operativi Windows, originariamente sviluppato da Aaron Ostler nel 1995 e successivamente acquistato da Radiate nel 1999, poi da Digital Candle nel 2002 ed infine da Headlight Software (già autore di un altro gestore di download, GetRight) nel 2008.
Il software, distribuito in modalità shareware e molto popolare nel periodo a cavallo tra gli anni 1990 e gli anni 2000, in cui le connessioni dial-up erano molto comuni e le velocità di scaricamento dei dati erano molto limitate, consentiva agli utenti di pianificare i download in un momento conveniente, anche mentre erano lontani dal computer, ed è stato accreditato di aver consentito alle aziende di fornire un sistema di distribuzione parallelo per i loro prodotti.
Nel luglio 2000 Go!Zilla vinse la 7º edizione del premio annuale Shareware Award for Best Utility istituito da ZDNet e si stima che all'epoca fosse utilizzato da 10 milioni di utenti.
Dopo l'acquisizione di Go!Zilla da parte di Headlight Software nel gennaio del 2008 il programma venne completamente reingegnerizzato, abbandonando il vecchio codice sorgente e rimuovendo al tempo stesso le componenti adware presenti nelle precedenti versioni.